# LaPhonso Ellis
LaPhonso Darnell Ellis (East St. Louis, Illinois, 5 de mayo de 1970) es un exjugador de baloncesto estadounidense que disputó 11 temporadas en la NBA. Con 2,03 metros de altura, jugaba en la posición de alero.

## Trayectoria deportiva

### Universidad
Tras dos años ganando con su High School el título estatal, y cuando todo el mundo daba por hecho que aceptaría ir a jugar a la Universidad de Illinois, alguna táctica de reclutamiento cuestionable hizo que fuera a parar a Notre Dame, algo que a la larga se mostró como una mala elección, ya que sólo consiguió clasificarse para el Torneo de la NCAA uno de los 4 años en los que estuvo allí. Terminó promediando 15,5 puntos y 11,1 rebotes por partido, además de obtener el récord de tapones de su universidad, con 200.

### Profesional
Fue elegido en la quinta posición del Draft de la NBA de 1992 por Denver Nuggets, y en su primera temporada se hizo merecedor de aparecer en el mejor quinteto de rookies, tras promediar 14,7 puntos y 9,1 rebotes por partido. Al año siguiente mejoraría esas cifras, pero una lesión le hizo perderse casi por completo la siguiente. Se recuperó, y en la temporada 1996-97 logró promediar 21,9 puntos y 7 rebotes, siendo la mejor de su carrera.
Tras seis temporadas en los Nuggets, fue traspasado a Atlanta Hawks en la temporada 1998-99, comenzando el declive de su carrera. De nuevo una lesión le hizo perderse más de 60 partidos ese primer año en Atlanta. Tras dos temporadas, fichó por Minnesota Timberwolves, donde pasó un año, para acabar en Miami Heat, donde se retiraría al acabar la temporada 2002-03. A lo largo de su carrera promedió 11,9 puntos y 6,5 rebotes por partido.

## Estadísticas de su carrera en la NBA

### Temporada regular
| Año     | Equipo    | PJ  | PT  | MPP  | %TC  | %3P  | %TL   | RPP | APP | ROB | TPP | PPP  |
| ------- | --------- | --- | --- | ---- | ---- | ---- | ----- | --- | --- | --- | --- | ---- |
| 1992-93 | Denver    | 82  | 82  | 33.5 | .504 | .154 | .748  | 9.1 | 1.8 | .9  | 1.4 | 14.7 |
| 1993-94 | Denver    | 79  | 79  | 34.2 | .502 | .304 | .674  | 8.6 | 2.1 | .8  | 1.0 | 15.4 |
| 1994-95 | Denver    | 6   | 0   | 9.7  | .360 | —    | 1.000 | 2.8 | .7  | .2  | .8  | 4.0  |
| 1995-96 | Denver    | 45  | 28  | 28.2 | .438 | .182 | .601  | 7.2 | 1.6 | .8  | .7  | 10.5 |
| 1996-97 | Denver    | 55  | 49  | 36.4 | .439 | .367 | .773  | 7.0 | 2.4 | .8  | .7  | 21.9 |
| 1997-98 | Denver    | 76  | 71  | 33.9 | .407 | .284 | .805  | 7.2 | 2.8 | .9  | .6  | 14.3 |
| 1998-99 | Atlanta   | 20  | 20  | 27.0 | .421 | .200 | .705  | 5.5 | .9  | .4  | .4  | 10.2 |
| 1999-00 | Atlanta   | 58  | 8   | 22.6 | .450 | .143 | .695  | 5.0 | 1.0 | .6  | .4  | 8.4  |
| 2000-01 | Minnesota | 82  | 5   | 23.8 | .464 | .318 | .790  | 6.0 | 1.1 | .8  | .9  | 9.4  |
| 2001-02 | Miami     | 66  | 14  | 25.5 | .418 | .306 | .631  | 4.3 | .8  | .5  | .6  | 7.1  |
| 2002-03 | Miami     | 55  | 3   | 14.3 | .382 | .252 | .758  | 2.9 | .3  | .3  | .3  | 5.0  |
| Total   | Total     | 624 | 359 | 28.2 | .452 | .302 | .730  | 6.5 | 1.6 | .7  | .8  | 11.9 |

### Playoffs
| Año   | Equipo    | PJ | PT | MPP  | %TC  | %3P  | %TL  | RPP | APP | ROB | TPP | PPP  |
| ----- | --------- | -- | -- | ---- | ---- | ---- | ---- | --- | --- | --- | --- | ---- |
| 1994  | Denver    | 12 | 12 | 36.3 | .479 | .500 | .704 | 8.1 | 2.2 | .8  | .9  | 14.8 |
| 2001  | Minnesota | 4  | 0  | 19.3 | .391 | .000 | .750 | 3.5 | .0  | .3  | .8  | 6.0  |
| Total | Total     | 16 | 12 | 32.1 | .467 | .429 | .710 | 6.9 | 1.6 | .6  | .9  | 12.6 |